# 奥尔南河畔朗库尔
奧爾南河畔朗库尔（法語：Rancourt-sur-Ornain，法語發音：[ʁɑ̃kuʁ syʁ ɔʁnɛ̃]）是法国默兹省的一个市镇，属于巴勒迪克区。

## 地理
奥尔南河畔朗库尔（48°49'33"N, 4°54'51"E）面积9.99 平方千米，位于法国大東部大區默兹省，该省份为法国西北部内陆省份，北与比利时接壤，西接马恩省和阿登省，南至上马恩省和孚日省，东临默尔特-摩泽尔省。
与奥尔南河畔朗库尔接壤的市镇（或旧市镇、城区）包括：阿利扬塞勒、贝唐库尔拉隆格、弗鲁瓦勒、孔特里松、勒梅讷库尔、奥尔南河畔勒维尼。

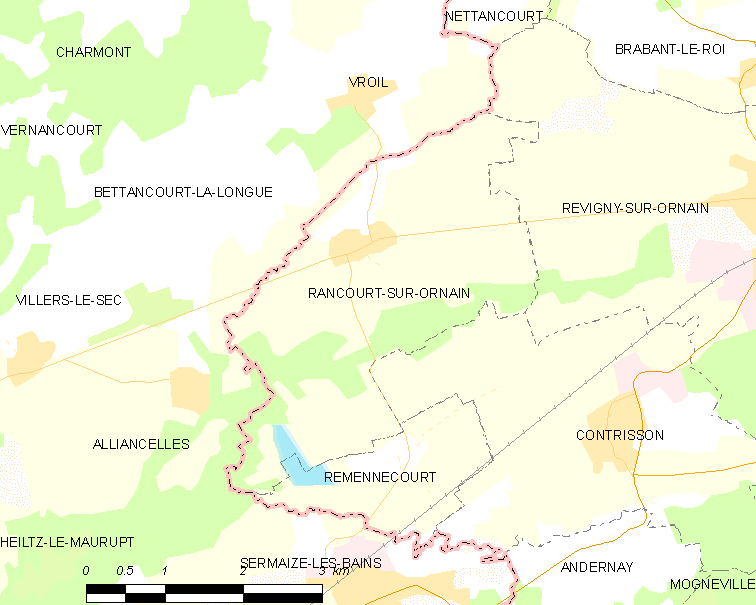
奥尔南河畔朗库尔的OSM定位图

奥尔南河畔朗库尔的时区为UTC+01:00、UTC+02:00（夏令时）。

## 行政
奥尔南河畔朗库尔的邮政编码为55800，INSEE市镇编码为55414。

## 政治
奥尔南河畔朗库尔所属的省级选区为奥尔南河畔勒维尼县。

## 人口

1962-2008年间奥尔南河畔朗库尔人口变化图示

奥尔南河畔朗库尔于2022年1月1日时的人口数量为180人。